# Scinax funereus
Scinax funereus és una espècie de granota que es troba al Brasil, l'Equador, Perú i, possiblement també, a Bolívia.